# Nestor (kronikář)

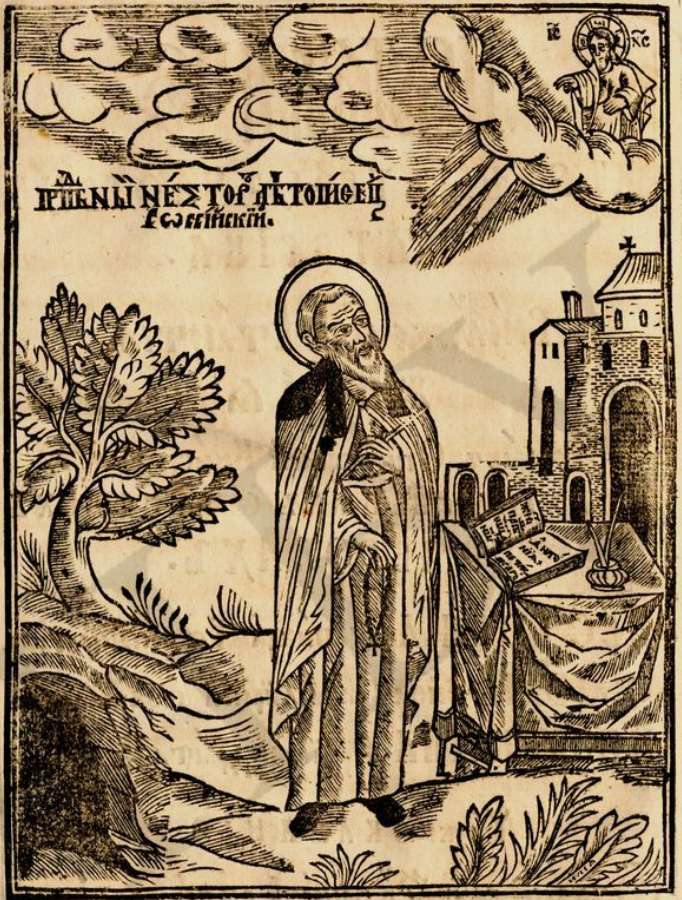
Nestor (kronikář), 1661

Mnich pečerského kláštera v Kyjevě Nestor, který žil na přelomu 11. a 12. století, je označován za autora původní verze nejstarší dochované kyjevoruské letopisné sbírky („svodu“) zvané Povesť vremennych let.

## ObsahPovesti vremennych let

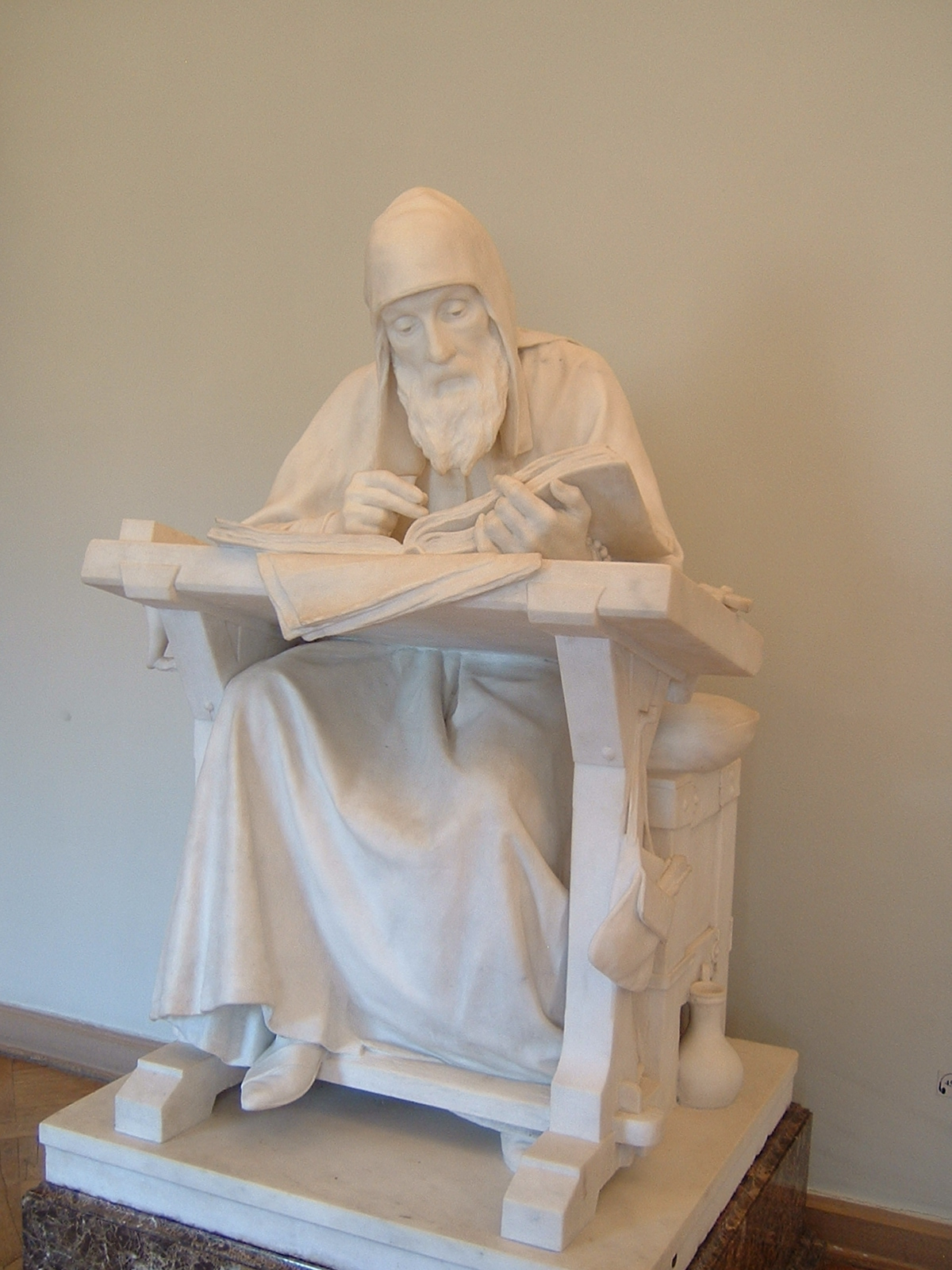
Moderní vyobrazení Nestora

Dílo líčí dějiny východní Evropy a ruského státu v chronologickém sledu od nejstarších dob (zmatení jazyků při stavbě babylónské věže) až po autorovu současnost, kdy je nejvěrohodnější, neboť Nestor zde nepochybně čerpal ze svých zkušeností. Pro dobu starší vycházel pravděpodobně z dnes nedochovaných letopisů a ústní tradice. Autor si klade otázku, odkud pochází ruská země a kdo jako první vládl v Kyjevě. Popisované události se snaží zařadit do evropského kontextu. Ukazuje geografická, etnografická a kulturně historická specifika východní Evropy. Pro dobu vzniku původního ruského státu a situaci, která nastala ve východní Evropě v předchozí době, je navzdory značné časové vzdálenosti vzniku díla jedním z mála pramenů, které o těchto událostech informují.
Dějiny ruského státu začínají tzv. Vyprávěním o pozvání knížat (varjažských vůdců Rurika, Sineuse a Truvora) na ruský sever, které se v 18. století stalo základem kontroverzní normanské teorie.
Povest vremennych let byla vyjádřením oficiální státní ideologie v Kyjevě vládnoucího rodu Rurikovců – prostupuje jí myšlenka jednoty ruské země a opěvuje slavnou ruskou minulost.

## Druhá a třetí redakcePovesti vremennych let
Brzy po dokončení kroniky v roce 1113 došlo na přání velikého kyjevského knížete Vladimíra II. Monomacha a krátce na to i jeho syna Mstislava k jejímu dvojímu přepracování. Autorem druhé redakce je mnich Vydubického kláštera sv. Michala v Kyjevě Silvestr (1116), třetí redakci pořídil v letech 1118–1119 anonymní autor, o němž prakticky nic nevíme. Původní Nestorův text se nedochoval. Povest je známa pouze v následujících úpravách.
Po rozpadu starého ruského státu ve 12. století se začala formovat regionální centra politické moci, v nichž začaly být vedeny místní letopisy. Protože nově se utvářející ruská knížectví neměla dosud vlastní dějiny, byla tato historická etapa prezentována v jejich letopisech Povestí vremennych let. Většina dochovaných letopisných pramenů začíná proto víceméně shodným textem Povesti. Ve všech rukopisech na něj navazuje vyprávění, které je většinou dovedeno do konce 16. století. Díky této letopisné tradici se Povest vremennych let zachovala do moderní doby.
Nejstarší dochovaný rukopis Silvestrova textu pochází z roku 1377 a obsahuje ho Lavrentijský letopis. Třetí redakce se dochovala v rukopisu z 15. století v Ipaťjevském letopisu.

## Další Nestorova literární činnost
Přestože Nestorovo autorství Povesti vremennych let není zcela jisté, o jeho osobnosti pochyby nejsou. Mnich tohoto jména na přelomu 11. a 12. století skutečně v Kyjevě žil a byl literárně činný, z jeho pera vyšly hagiografické spisy Čtenije o Borise i Glebe a Žitije Feodosija Pečerskogo. Při porovnání Povesti a těchto legend lze však nalézt mnoho údajů, které se od sebe dost podstatně liší.